# Александра Радовић (албум)
Александра Радовић  је дебитантски студијски албум српске поп певачице Александре Радовић издат за Сити рекордс 24. септембра 2003. године, са почетком у 7 сати ујутру. Албум је био издат веома брзо након наступа Александре Радовић на Сунчаним скалама са песмом Као со у мору са којом је освојила 2. место. Он је заправо без имена, јер на њему пише само Александра Радовић, тј. име извођача.
На овом албуму она сама је текстописац чак 6 композиција. На албуму, поред Александре Радовић, текстописац песама јесте и Александра Милутиновић. Албум постаје веома познат и избија на сам врх музичко - естрадне сцене. Продат је у више десетина хиљада примерака. Најпознатије песме са албума јесу: Још данас, Ако никада, Кажеш свеједно и Као со у мору.

## Награде
Пошто албум постаје веома познат, како у Србији тако и у региону, Александра Радовић за њега осваја разне награде као што су: 
- Деби албум године (Беовизија 2003)
- Поп откриће године (Оскар популарности БиХ 2003)
- Глас године (Радио Перпер 2003)
- Поп певачица СЦГ (Радијски фестивал 2004)
- Најбоља женска интепретација (Сунчане скале-Принчеве награде 2004)
- Певачица године (по избору колега-певача) (Франфуртске вести 2004)